# CHILL
CHILL (от CCITT High Level Language) — язык программирования, используемый в телекоммуникациях.
Является языком высокого уровня, предложенным международным союзом электросвязи. Язык принят в качестве международного стандарта для программирования автоматизированных комплексов в телефонных сетях и других коммуникационных сетях. CHILL описывает поведение систем реального времени. Имеет много общего с языком Ада.